# Las malditas pistolas de Dallas
Las malditas pistolas de Dallas es una película de spaghetti western de 1964, en una coproducción hispano-italiana-francesa y dirigido por Pino Mercanti (otras fuentes ponen al español José María Zabalza).

## Argumento
Desde hace algún tiempo, Dallas ha sido blanco de asaltos de bandas criminales. En uno de ellos, el anciano banquero Stone es asesinado y el carruaje en el que viaja su hijo Clay es asaltado. Lo dejan solo mientras retienen a Katy Dior como rehén. Clay se propone encontrar a los culpables y pronto captura al líder, Fast Draw Kenshaw; pero su gente amenaza con matar a Katy si no lo libera de nuevo. En contra del consejo del alguacil y el juez, Clay cumple con la solicitud y ahora tiene que temer ser arrestado por sospecha de complicidad. Tiene 48 horas para resolver el asunto, vencer a la pandilla y capturar a Fast Draw nuevamente.

## Reparto
- Fred Beir como Clay Stone.
- Evi Marandi como Estelle (acreditada como Evy Marandis).
- Jesús Puente como Corbett (acreditado como Jesus Puentes).
- Dina De Santis como Katy Dior (acreditada como Dyna De Saint).
- Olivier Mathot como Fred Foster.
- Luigi Ciavarro como Fast Draw Kenshaw (acreditado como Luis Chavarro).
- Ángel Álvarez como Goodwin.
- Lucy Bomez como Marilyn.
- Luis Induni como Mr. Stone.
- Roberto Messina como Zeke (acreditado como Rob Messanger).
- Andrew Hart como Little John.
- Stella Monclar como Mrs. Goodwin.

## Crítica
El Lexikon des internationalen Films describió a la película como consistiendo de «peleas aburridas». «Una película de modestas pretensiones que se apoya en los elementos tradicionales de un wéstern», escribió Segnalazioni Cinematografiche. Incluso el Evangelische Film-Beobachter no piensa mucho en la película. La describe como «un producto wéstern incapaz en todos los sentidos» y concluye que los fanáticos del verdadero wéstern se aburrirán.